# بازی های میراث
بازی‌های میراث (به انگلیسی: the inheritance games) اولین کتاب از یک مجموعه پنج جلدی است. جلد دوم ارثیه هاثورن (به انگلیسی: the hawthorne legacy) و جلد سوم گامبی نهایی (به انگلیسی: the final gambit) و جلد چهارم برادران هاثورن (به انگلیسی: the brothers hawthorne) و جلد پنجم بازی ناگفته (به انگلیسی: games untold)نام دارند. فقط سه جلد اول این مجموعه به زبان فارسی ترجمه شده است.
این مجموعه جذاب نوشته جنیفر لین بارنز (به انگلیسی :jennifer lynn barnes) است. این مجموعه در رده سنی نوجوان قرار دارد و داستانی معمایی، راز آلود و عاشقانه دارد.

## داستان
این کتاب دربارهٔ دختری نوجوان به نام ایوری گرامبز است که در شرایط بدی به سر می‌برد. اما ناگهان اتفاقی روی می‌دهد که همه چیز را تغییر می‌دهد. میلیارد مشهور، توبیاس هاثورن فوت می‌کند. برای قرائت وصیت نامهٔ توبیاس هاثورن به حضور او نیاز است. و هیچ‌کس نمی‌داند که توبیاس هاثورن برای ایوری گرامبز که حتی او را نمی‌شناخته، چه باقی گذاشته است.